# Caló
Pour les articles homonymes, voir Calo.
Le caló, ou calo (orthographe rectifiée de 1990), est une langue mixte des langues romanes et du Romani parlée en Espagne, au Portugal, dans le Sud de la France et en Amérique latine, par des Roms ibériques. Entre 65 000 et 170 000 locuteurs le parleraient[Quand ?].
Il est également appelé en castillan romaní español et son nom signifie « noir »
en romani. Langue indo-européenne, fortement influencée par les langues romanes mais aussi le basque. Il comprend de nombreux dialectes : caló español, caló português (portugais), caló català, caló vasco ou erromintxela (basque) , caló occitan (quasiment éteint, extrême sud de la France), et le calon brasileiro (brésilien).
Elle utilise le vocabulaire rom, la grammaire espagnole, présente de nombreux emprunts lexicaux à l'andalou, et parfois aussi au catalan, et est la source de nombreux mots en argot espagnol.
La langue fait face à une possible extinction et fait l'objet de projets de conservation.

## Lexique

### Affinité dialectale et lexique
Le lexique du caló est dans sa grande majorité commun à la langue romani parlée en Europe. Cependant, le caló semble garder plus d'affinités avec les parlers sinti (en particulier le sinto piémontais et d'Allemagne), les dialectes de la branche dite "Nord-Atlantique" (kålo du Pays de Galles, kaalo de Finlande, anglo-romani, romani des Pays baltes et Russie du Nord) ainsi qu'avec des variantes carpatiques (dialecte de la Slovaquie de l'Ouest, gurvàri de Hongrie et romungro). Par ailleurs le caló conserve un lot d'archaïsmes d'origine perse, arménienne, grec, kurde, slave, roumaine et hongroise qui ne trouvent pas d'équivalents en romani.
Le caló espagnol est très différent de l'espagnol (pas d'analogie entre les deux langues), et seules la terminaison des verbes en -ar et la construction des phrases le rapprochent de l'espagnol. Le dictionnaire Bocabulario del dialecto jitano (Augusto Jimenez, Séville) est une référence du caló espagnol.
On trouve un lien entre un mot caló, churinar, et le mot français chouriner, les deux mots signifiant poignarder.
| Caló                                               | Traduction      | Étymologie |
| -------------------------------------------------- | --------------- | --- |
| acái / sacái                                       | œil             | romani. akha > pluriel de akh (nord) « œil » (le s à l'initial provient de la liaison avec l'article espagnol pluriel < los acáis).                    |
| anguín                                             | miel            | romani. avgin |
| aludinhar (calon brésilien)                        | camper          | romani. lod- + suffixe verbal. -in- |
| arate                                              | sang            | romani. rat |
| arjañá                                             | salade          | arménien. aghtsan (աղցան) |
| astruja                                            | charrue, araire | tchèque. ostruha « éperon » |
| bajañí                                             | guitare         | romani. bašavňi « instrument de musique » |
| balichó                                            | cochon          | romani. baličho « porcelet » |
| balul (calão portugais)                            | chêne           | persan. balut (بلوط) |
| bambanó (caló catalan)                             | joli            | romani de Calabre. babbanó « bon » |
| bato                                               | père            | sinto piémontais. ba ˂ russe. bátʹuška (ба́тюшка) ; ukrainien. batʹko (батько)                                                                          |
| berdó                                              | voiture         | anglo-romani. wardo, vardo ; kålo du Pays de Galles. verdo                                                                                             |
| berjivia                                           | gland (fruit)   | kurde. behîv « amande » |
| bocata                                             | faim            | romani. bokhatar > cas ablatif singulier de bokh « faim »                                                                                              |
| bochacay                                           | vagabond        | tchèque. ubožák « misérable » |
| bombardó                                           | lion            | persan. babr « tigre, lion » > hindi. babbar |
| brimen (caló catalan)                              | cou             | romani. m(i)ri men « mon cou » |
| brote                                              | chameau         | slovène. velblód |
| bucharar                                           | jeter           | anglo-romani. woosher ; kålo du Pays de Galles. učerel ; kaalo de Finlande. čuravela (˂ *vučarela) ; sinto d’Allemagne. vičər- ; sinto lombard. bisar- |
| bujarí                                             | patate          | kålo du Pays de Galles. buxerdō « gonflé, boursouflé»                                                                                                  |
| busnó                                              | non-gitan       | romani. buzno « bouc » , cf.espagnol. cabrón. |
| calicó (calão portugais) , callicó (caló espagnol) | demain, matin   | sinto piémontais. kalikó ; kålo du Pays de Galles. kaliko                                                                                              |
| camarca                                            | caroube         | serbo-croate. krma « fourrage » > krmak « porc » |
| cañí                                               | poule           | romani. kaxňi |
| casabó, chasavó                                    | rate            | kurde. kazab « foie, entrailles » |
| casinobén                                          | enfer           | grec. káfsimos (καύσιμος) « combustible, inflammable » + suffixe romani -(i)ben                                                                        |
| coligote                                           | chauve-souris   | slovaque. vlkolak « loup-garou, vampire » |
| condarí                                            | poutre, madrier | grec. kontári (κοντάρι) « poteau » |
| chanelar                                           | savoir          | romani. džanel > 3e personne du singulier de džan- « savoir »                                                                                          |
| chiricló                                           | poulet          | romani. čiriklo « oiseau » |
| chimulajia                                         | molaire         | romani. čhamolaxa « mâchoires » |
| chirivito                                          | criquet         | sanskrit. cīrīvāka |
| chon                                               | barbe           | kaalo de Finlande. čoon ; romani. čhor(a) |
| chovajañí, chuanjañí                               | sorcière        | romani. čovaxaňi |
| chudrin (calon brésilien)                          | pastèque        | romani. šudri « froide » |
| dron                                               | chemin          | romani. drom |
| erhatza (erromintxela)                             | canard          | romani. raca |
| felegó                                             | gros nuage      | hongrois. felleg |
| frima / firmicha                                   | peu             | romani de la Slovaquie de l'Est. frima, frimica |
| fracasó                                            | sanglier        | grec. fagás (φαγάς) « goinfre, glouton » |
| fulcheró                                           | médecin         | roumain. felcer |
| germó                                              | fossé, tranchée | arménien. xram (խրամ) |
| goi (calão portugais)                              | boudin          | romani. goj « saucisse » |
| golí                                               | voix            | sinto d'Allemagne. gódli, góli « cri » ; kaalo de Finlande. gooli « cri » ; kålo du Pays de Galles. godli « cri » ; romani de Lettonie. goli « cri »   |
| graste, grai                                       | cheval          | romani. grast, graj |
| guinar (calon brésilien)                           | compter         | romani. gin- |
| gutzi (caló catalan)                               | cervelle        | romani. goďi |
| jacharar                                           | brûler          | sinto d’Allemagne. xačerel ; kålo du Pays de Galles. xåčerel ; kaalo de Finlande. xačardo « brûlé » ; romani de Lettonie et Lithuanie. xačkirel        |
| jalar                                              | manger          | romani. xal > 3e personne du singulier de xa- « manger »                                                                                               |
| jamachuri                                          | arbouse         | kaalo de Finlande. xamačuri « fraise sauvage » < grec. χαμοκέρασο                                                                                      |
| jaquestaró                                         | cendrier        | persan. xākistar « cendres » |
| jebe                                               | trou            | romani. xev |
| jeró                                               | tête , visage   | romani. šero « tête » |
| jibicha                                            | soupe           | romani. xivici « bouillie » < arménien. xavitz (խաւիծ) « bouillie de farine »                                                                          |
| jil                                                | froid           | romani. šil |
| jollín                                             | colère          | romani. xoľin « bile, colère » |
| julay                                              | patron          | romani. xulaj |
| khertsima (erromintxela)                           | taverne         | romani. kirčima |
| kirkila (erromintxela)                             | fève            | romani. xirxil « petit-pois » |
| lache                                              | honte           | romani. ladž |
| lajariar                                           | vanter, louer   | romani. ašar- |
| machiró                                            | témoin          | grec. mártys (μάρτυς) |
| majarí                                             | sainte          | sinto piémontais. maxaro « saint » ; romani (Lettonie, Russie du Nord). Masxari « la Vierge »                                                          |
| mangui                                             | moi             | sinto de Bohême. mangi ; romani commune. mange |
| manró                                              | pain            | romani. manřo |
| mató                                               | ivre            | romani. mato |
| mol                                                | vin             | romani. mol |
| oleña                                              | tuile           | roumain. olan |
| oxicat (caló catalan)                              | front           | romani. o čikat « le front » |
| oruque                                             | olivier         | romani. o rukh « l'arbre » |
| pañí                                               | eau             | romani. paňi |
| pekatu (erromintxela)                              | cuire           | romani. pek- |
| pinrel                                             | pied            | romani. pinře > pluriel de pinřo « pied » |
| plajo                                              | cigarette       | romani. praxo « poussière , cendre » |
| plar (calão portugais)                             | frère           | romani. phral |
| poibasí                                            | crayon          | romani. plajvas(is) < hongrois. plajbász |
| pusca                                              | pistolet, fusil | romani. puška |
| quelaya                                            | aubergine       | sanskrit. kulya |
| quiral (calão portugais)                           | fromage         | romani. kiral |
| quiyaba                                            | prune           | romani. khiľav |
| resimí                                             | soie            | persan. rēšam, rīšam (ریشم) |
| ron                                                | homme , époux   | romani. řom |
| ruspé                                              | devin           | kurde. rûspî « ancien du village, vieux sage » |
| sobar                                              | dormir          | romani. sov- |
| sonacay                                            | or (métal)      | romani. sonakaj |
| sungló                                             | melon           | romani. sungalo « parfumé » |
| tató (→ manró)                                     | pain            | romani. tato « chaud » |

### Chiffres
| Français | Caló     |
| -------- | -------- |
| un       | yesque   |
| deux     | duis     |
| trois    | trin     |
| quatre   | ostar    |
| cinq     | panche   |
| six      | jobe     |
| sept     | ester    |
| huit     | ostor    |
| neuf     | nevel    |
| dix      | esden    |
| vingt    | vin      |
| cent     | greste   |
| mille    | jazare   |
| million  | tarquino |

### Jours de la semaine
| Caló     | Français  |
| -------- | --------- |
| lundi    | limitren  |
| mardi    | guergueré |
| mercredi | siscundo  |
| jeudi    | cascañe   |
| vendredi | ajoró     |
| samedi   | canché    |
| dimanche | curco     |

### Mois de l'année
| Caló      | Français  |
| --------- | --------- |
| janvier   | inerin    |
| février   | ibrain    |
| mars      | quirdare  |
| avril     | alpandi   |
| mai       | quindalé  |
| juin      | nutivé    |
| juillet   | nuntivé   |
| août      | querosto  |
| septembre | jentivar  |
| octobre   | octorva   |
| novembre  | nudicoy   |
| décembre  | quendebre |

## Poésie
Un poème en deux chants en caló espagnol, Brijindope, évoque le déluge.
Un autre poème en strophes de dix vers rapporte les ravages d'une terrible épidémie qui a frappé Séville.
Il existe de nombreuses formules pour jeter des sorts ou dire la bonne aventure en caló, des traits typiques de la culture gitane.